# Leichtathletik-Europameisterschaften 1971/110 m Hürden der Männer

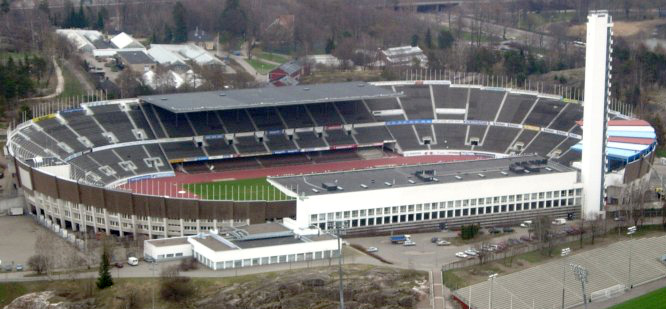
Das Olympiastadion von Helsinki im Jahr 2005

Der 110-Meter-Hürdenlauf der Männer bei den Leichtathletik-Europameisterschaften 1971 wurde vom 13. bis 15. August 1971 im Olympiastadion von Helsinki ausgetragen.
Europameister wurde der DDR-Hürdensprinter Frank Siebeck. Er gewann vor dem britischen EM-Dritten von 1969 Alan Pascoe. Bronze ging an den Tschechoslowaken Lubomír Nádeníček.

## Bestehende Rekorde
| Weltrekord           | 13,2 s | Martin Lauer     | Zürich, Schweiz        | 7. Juli 1959       |
| Weltrekord           | 13,2 s | Lee Calhoun      | Bern, Schweiz          | 21. August 1960    |
| Weltrekord           | 13,2 s | Earl McCullouch  | Minneapolis, USA       | 16. Juli 1967      |
| Weltrekord           | 13,2 s | Willie Davenport | Zürich, Schweiz        | 4. Juli 1969       |
| Europarekord         | 13,2 s | Martin Lauer     | Zürich, Schweiz        | 7. Juli 1959       |
| Meisterschaftsrekord | 13,5 s | Eddy Ottoz       | EM Athen, Griechenland | 20. September 1969 |

Die Gegenwindverhältnisse bei den Wettbewerben über 110 Meter Hürden machten gute Zeiten unmöglich. So wurde der bestehende EM-Rekord bei diesen Europameisterschaften nicht erreicht.
- Zwei Läufer liefen die schnellste offizielle Zeit auf Zehntelsekunden gerundete Zeit von 14,0 s (zum EM-Rekord fehlten fünf, zum Welt- und Europarekord acht Zehntelsekunden):
  - Lubomír Nádeníček (Tschechoslowakei) – zweiter Vorlauf (Wind: −0,7 m/s) / erstes Halbfinale (Wind: −0,8 m/s)
  - Frank Siebeck (DDR) – vierter Vorlauf (Wind: −2,1 m/s) / zweites Halbfinale (Wind: −2,5 m/s) / Finale (Wind: −2,5 m/s)
- Die schnellste inoffizielle auf Hundertstelsekunden gerundete Zeit erzielte der Europameister:
  - 13,97 s – Frank Siebeck (DDR) – vierter Vorlauf (Wind: −2,1 m/s)

## Vorrunde
13. August 1971, 17:00 Uhr
Die Vorrunde wurde in vier Läufen durchgeführt. Die ersten vier Athleten pro Lauf – hellblau unterlegt – qualifizierten sich für das Halbfinale.

### Vorlauf 1
Wind: −1,3 m/s
| Platz | Name                   | Nation         | Offizielle Zeit (s) auf Zehntel gerundet | Inoffizielle Zeit (s) exakter Wert |
| 1     | Sergio Liani           | Italien        | 14,1                                     | 14,10                              |
| 2     | Anatoli Moschiaschwili | Sowjetunion    | 14,2                                     | 14,23                              |
| 3     | Viorel Suciu           | Rumänien       | 14,5                                     | 14,51                              |
| 4     | Ragnar Moland          | Norwegen       | 14,6                                     | 14,57                              |
| 5     | Berwyn Price           | Großbritannien | 14,6                                     | 14,57                              |
| 6     | Daniel Riedo           | Schweiz        | 14,9                                     | 14,86                              |
| DNF   | Guy Drut               | Frankreich     |                                          |                                    |

### Vorlauf 2
Wind: −0,7 m/s
| Platz | Name              | Nation           | Offizielle Zeit (s) auf Zehntel gerundet | Inoffizielle Zeit (s) exakter Wert |
| 1     | Lubomír Nádeníček | Tschechoslowakei | 14,0                                     | 13,98                              |
| 2     | Marek Jóźwik      | Polen            | 14,1                                     | 14,08                              |
| 3     | Manfred Schumann  | BR Deutschland   | 14,3                                     | 14,33                              |
| 4     | Loránd Milassin   | Ungarn           | 14,3                                     | 14,34                              |
| 5     | Kenth Olsson      | Schweden         | 14,4                                     | 14,37                              |

### Vorlauf 3
Wind: −4,2 m/s
| Platz | Name                 | Nation           | Offizielle Zeit (s) auf Zehntel gerundet | Inoffizielle Zeit (s) exakter Wert |
| 1     | Mirosław Wodzyński   | Polen            | 14,1                                     | 14,14                              |
| 2     | Günther Nickel       | BR Deutschland   | 14,3                                     | 14,33                              |
| 3     | Håkon Fimland        | Norwegen         | 14,4                                     | 14,42                              |
| 4     | František Slavotínek | Tschechoslowakei | 14,6                                     | 14,60                              |
| 5     | Jesper Tørring       | Dänemark         | 14,7                                     | 14,70                              |
| 6     | Luigi Donofrio       | Italien          | 15,0                                     | 14,95                              |

### Vorlauf 4
Wind: −2,1 m/s
| Platz | Name             | Nation         | Offizielle Zeit (s) auf Zehntel gerundet | Inoffizielle Zeit (s) exakter Wert |
| 1     | Frank Siebeck    | DDR            | 14,0                                     | 13,97                              |
| 2     | Leszek Wodzyński | Polen          | 14,0                                     | 14,01                              |
| 3     | Alan Pascoe      | Großbritannien | 14,1                                     | 14,09                              |
| 4     | Patrick Malrieux | Frankreich     | 14,2                                     | 14,15                              |
| 5     | Marco Acerbi     | Italien        | 14,6                                     | 14,56                              |
| 6     | Dragan Stoicevic | Jugoslawien    | 14,7                                     | 14,67                              |

## Halbfinale
14. August 1971, 17:00 Uhr
In den beiden Halbfinalläufen qualifizierten sich die jeweils ersten vier Athleten – hellblau unterlegt – für das Finale.

### Lauf 1
Wind: −0,8 m/s
| Platz | Name                   | Nation           | Offizielle Zeit (s) auf Zehntel gerundet | Inoffizielle Zeit (s) exakter Wert |
| 1     | Lubomír Nádeníček      | Tschechoslowakei | 14,0                                     | 14,02                              |
| 2     | Alan Pascoe            | Großbritannien   | 14,1                                     | 14,05                              |
| 3     | Anatoli Moschiaschwili | Sowjetunion      | 14,1                                     | 14,10                              |
| 4     | Mirosław Wodzyński     | Polen            | 14,2                                     | 14,19                              |
| 5     | Patrick Malrieux       | Frankreich       | 14,3                                     | 14,28                              |
| 6     | Manfred Schumann       | BR Deutschland   | 14,5                                     | 14,52                              |
| 7     | Viorel Suciu           | Rumänien         | 14,6                                     | 14,55                              |
| 8     | Ragnar Moland          | Norwegen         | 14,7                                     | 14,68                              |

### Lauf 2
Wind: −2,5 m/s
| Platz | Name                 | Nation           | Offizielle Zeit (s) auf Zehntel gerundet | Inoffizielle Zeit (s) exakter Wert |
| 1     | Frank Siebeck        | DDR              | 14,0                                     | 14,00                              |
| 2     | Leszek Wodzyński     | Polen            | 14,1                                     | 14,10                              |
| 3     | Sergio Liani         | Italien          | 14,1                                     | 14,13                              |
| 4     | Marek Jóźwik         | Polen            | 14,3                                     | 14,30                              |
| 5     | Günther Nickel       | BR Deutschland   | 14,3                                     | 14,31                              |
| 6     | Håkon Fimland        | Norwegen         | 14,4                                     | 14,41                              |
| 7     | Loránd Milassin      | Ungarn           | 14,5                                     | 14,54                              |
| 8     | František Slavotínek | Tschechoslowakei | 14,8                                     | 14,83                              |

## Finale

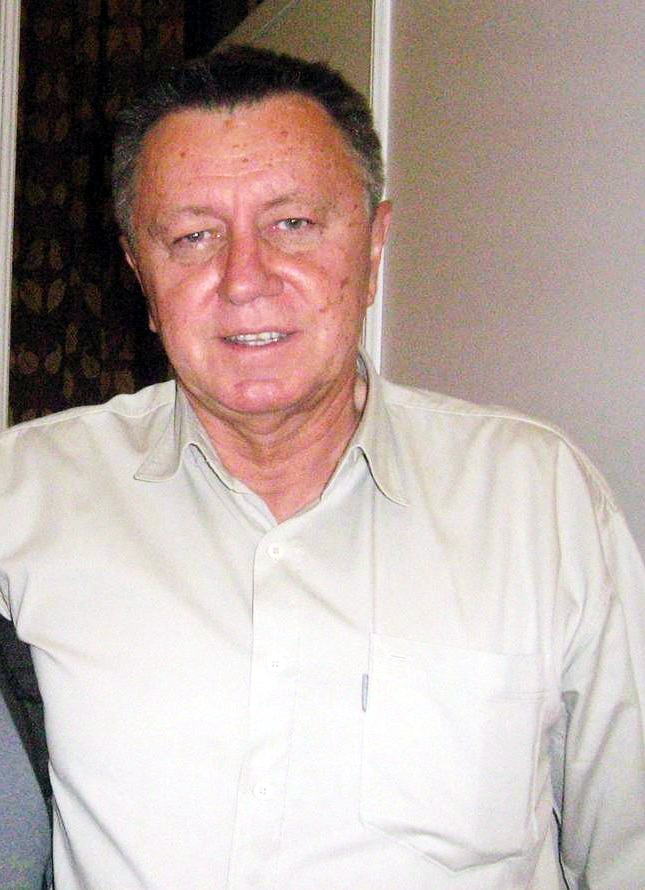
Marek Jóźwik (hier im Jahr 2008) belegte im Finale Rang sieben

15. August 1971
Wind: −2,5 m/s
| Platz | Name                   | Nation           | Offizielle Zeit (s) auf Zehntel gerundet | Inoffizielle Zeit (s) exakter Wert |
| 1     | Frank Siebeck          | DDR              | 14,0                                     | 14,00                              |
| 2     | Alan Pascoe            | Großbritannien   | 14,1                                     | 14,10                              |
| 3     | Lubomír Nádeníček      | Tschechoslowakei | 14,3                                     | 14,31                              |
| 4     | Anatoli Moschiaschwili | Sowjetunion      | 14,4                                     | 14,36                              |
| 5     | Leszek Wodzyński       | Polen            | 14,4                                     | 14,37                              |
| 6     | Sergio Liani           | Italien          | 14,4                                     | 14,40                              |
| 7     | Marek Jóźwik           | Polen            | 14,5                                     | 14,48                              |
| 8     | Mirosław Wodzyński     | Polen            | 14,8                                     | 14,78                              |

## Video
- EUROPEI DI HELSINKI 1971 11O HS SIEBECK, youtube.com, abgerufen am 26. Juli 2022